# Église Saint-Dimitri-de-Rostov de Salsk
Pour les articles homonymes, voir Église Saint-Dimitri.
L’église Saint-Dimitri-de-Rostov (en russe : Церковь Димитрия Ростовского) est une église orthodoxe de Salsk (oblast de Rostov) consacrée à Dimitri de Rostov, reconnu saint par l’église orthodoxe russe. Construite de 2006 à 2010 elle dépend du diocèse de Volgodonsk et Salsk créé en 2011.

## Histoire
Le 7 juillet 2006 l’archevêque de Rostov Panteleimon (Dolganov) pose la première pierre de la nouvelle église Saint-Dimitri-de-Rostov. Le premier service est célébré dans l’église en construction le 21 septembre 2008. Les travaux se terminent à Pâques,le 4 avril 2010.
L’église Saint-Dimitri-de-Rostov est la première église construite à Salsk depuis le milieu du XIXe siècle.